# Российский Курьер
Российский Курьер — венгерская общественно-культурная и деловая газета на русском языке, зарегистрированная Министерством культуры Венгрии в марте 1995 года.

## Миссия
Является независимым средством массовой информации. Владелец и издатель — «Alen-Print».
Тематика газеты — освещение событий в Венгрии, Австрии и за рубежом, аналитика и комментарии, обзор вопросов бизнеса и экономики, событий культурной и спортивной жизни. «Российский Курьер» выпускает специальные номера, посвященные политическим и экономическим событиям, по сотрудничеству с Россией, Украиной, Белоруссией, Казахстаном. В них представлены позиция политических деятелей стран, аналитические статьи по торгово-экономическому сотрудничеству.

## История
Первый номер газеты вышел 2 апреля 1995 года. С 1995 года выходила 2 раза в месяц по 1-м и 16-м числам.
С июля 1995 года стала выходить, кроме Венгрии, и в Австрии. С мая по декабрь 1996 года в Париже вышло 5 номеров газеты. С мая 1997 года появилось экономическое приложение — газета «Оптовик», переформированная затем в глянцевый журнал «Венгерский Курьер». Журнал выходил приложением с 1999 года до 2008 год.
С 1997 года ежегодно к туристическому сезону издаётся «Путеводитель по Будапешту».
С 1 января 2000 года по 30 декабря 2001 года газета выходила еженедельно, впоследствии вновь стала выходить два раза в месяц.
Газета выпускается как в печатном, так и в электронном виде. Сайт «Российского Курьера» существует с 1999 года, но оперативно работает с 2006 года. С второй половины 2010 года портал стал предлагать ежедневные новости.
Объём газеты — 8-32 полос; периодичность выхода — два раза в месяц — 1-го и 16-го числа; формат — А3.
Газета имеет собственную издательскую базу.
«Российский Курьер» — член Всемирной ассоциации русской прессы.

## Редколлегия
Главным редактором газеты с её основания является профессиональный журналист, выпускник филологического факультета Будапештского университета, в прошлом сотрудник РИА Новости, заведующий бюро РИА Новости в Венгрии Александр Попов.
Генеральный директор издательства «Alen-Print» — Нина Попова
Корреспонденты в разные годы: Александр Попов, Владимир Смык, Борислав Печников, Вадим Аристов, Игорь Белов, Мария Элек, Йожеф Турани, Йожеф Фаркаш, Екатерина Вереш, Нина Попова, Мария Александрова, Александр Стыкалин, Эдуард Суровцев, Фёдор Лукьянов, Петер Вицаи.

## Награды
- Почётная грамота Правительства Российской Федерации (9 июня 2011 года) — за большой вклад в сохранение русского языка и культуры, а также в дело консолидации соотечественников за рубежом[1].